# Сахарнов, Святослав Владимирович
Святосла́в Влади́мирович Сахарно́в (1923 — 2010) — советский детский писатель.

## Биография
Родился 12 марта 1923 года в Бахмуте (ныне Донецкая область, Украина). Родители Святослава умерли рано, поэтому его воспитывала старшая сестра. Предки Святослава по материнской линии — обедневшие польские дворяне, по отцовской – крестьяне. Его отец ещё до революции получил высшее образование и работал инженером.
В 1940 году Сахарнов поступил в Ленинграде в Высшее военно-морское училище имени М. В. Фрунзе. В 1941 году курсантом первого курса училища участвовал в боях на Ленинградском фронте. Был ранен. Осенью 1941 года был эвакуирован (пешком по «Дороге жизни» через замёрзшую Ладогу). Военно-морское училище окончил в Баку в 1944 году. После окончания училища воевал на Чёрном море на минном тральщике под Новороссийском.
В 1945 году в составе Тихоокеанского флота принимал участие в войне против Японии. Участвовал в боях в корейских портах Расин и Сэйсин. В этот период узнал о камикадзе, заинтересовался этой темой и стал собирать по ней материалы. Итогом увлечения стала одноимённая книга, вышедшая в печать в 1992 году.
После окончания войны Сахарнов продолжил службу на Дальнем Востоке на торпедных катерах в качестве штурмана и начальника штаба соединения. Член ВКП(б) с 1944 года.
Там, где жил в то время Сахарнов отсутствовали книжные магазины и первыми его произведениями стали сказки, которые он сочинял для своих детей. По словам Сахарнова, его поразили морские глубины, в которые он спускался в качестве водолаза и у него возникла потребность делиться увиденным с окружающими. Первый свой рассказ он написал в 1948 году.
Был направлен на учёбу в Морской институт в Ленинграде, где защитил диссертацию и получил учёную степень кандидата военно-морских наук.
Во время учёбы в Ленинграде Сахарнов продолжил писать свои рассказы и сказки. Большую роль в становлении Сахарнова как писателя сыграл детский писатель Виталий Бианки, учеником которого стал Сахарнов.
Печататься Сахарнов начал с 1954 года. Первая его книжка называлась «Морские сказки».
В 1973 — 1986 годах был главным редактором журнала «Костёр».
Сахарнов участвовал в создании ряда детских радиопрограмм - географического радиосериала «Вместе с нами по морям» (1968–1971), радиопередач «Встреча в кают-компании», передач «Морские вести».
Участвовал в экспедициях в Арктику, на Командорские и Курильские острова, на Кубу. В 1974 и 1977 годах он жил в заповедниках Танзании и Индии.
В основном Сахарнов писал в своих произведениях о море, о подводном мире, был автором энциклопедий и научно-популярных книг, посвящённых мореходству.
Он, также, занимался переводом и адаптацией для детей шедевров мирового фольклора, выпустив сборник «Сказки из дорожного чемодана» (1979). В 1979 по просьбе Индиры Ганди фирмой «Мелодия»  была выпущен аудиокнига «Сказание о Раме и Сите»,  подготовленная Сахарновым. Он адаптировал для советских детей индийский эпос «Рамаяна». В 1986 году была выпущена в печать подготовленная Сахарновым книга  «Сказание о Раме, Сите и летающей обезьяне Ханумане». Аудиопьеса по ней издавалась на пластинках и транслировалась по радио.
Сахарнов известен в России как детский писатель, но им также написаны и книги для взрослых: книга фантастики «Лошадь над городом», роман о войне на Тихом океане «Камикадзе» и книга «Сын лейтенанта Шмидта», являющаяся своеобразным романом-шуткой на тему книг Ильфа и Петрова.
В последние годы жизни писатель работал над незаконченным и не изданным в виде отдельной книги произведением «Шляпа императора», отдельные фрагменты которого печатались в журналах.
Умер 23 сентября 2010 года в Санкт-Петербурге. Похоронен на Большеохтинском кладбище.

## Награды и признание
- орден Красного Знамени (22.12.1944; изначально был представлен к ордену Красной Звезды)
- орден Отечественной войны II степени (6.4.1985)
- медали
- за книгу «По морям вокруг земли» Сахарнов был удостоен первой премии Международной книжной ярмарки в Болонье (1972), премии на фестивале в Братиславе (1973) и серебряной медали на Международной книжной выставке в Москве (1975).
- В 2004 году С. В. Сахарнов стал лауреатом Почётного диплома Международного Совета по детской книге (IBBY) за книгу «Леопард в скворечнике».